# Bromus texensis
Bromus texensis är en gräsart som först beskrevs av Cornelius Lott Shear, och fick sitt nu gällande namn av Albert Spear Hitchcock. Bromus texensis ingår i släktet lostor, och familjen gräs. Inga underarter finns listade i Catalogue of Life.